# ジャン＝フィリップ・ラモー

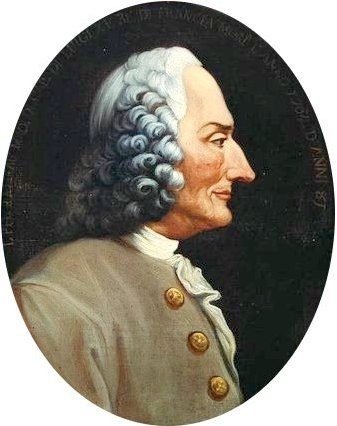
ジャン＝フィリップ・ラモー

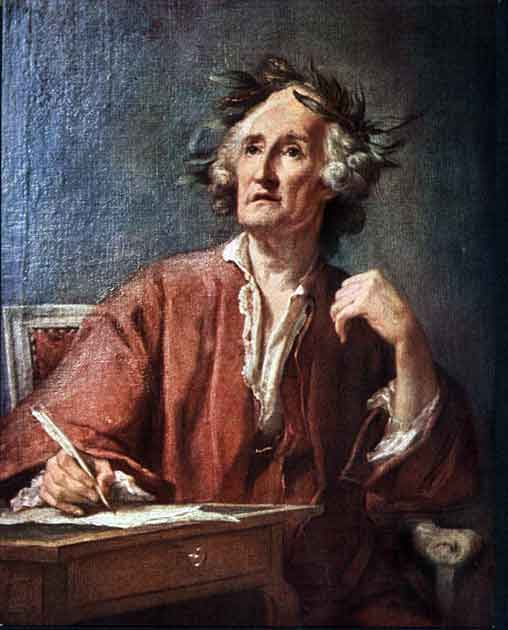
ジャン＝フィリップ・ラモー

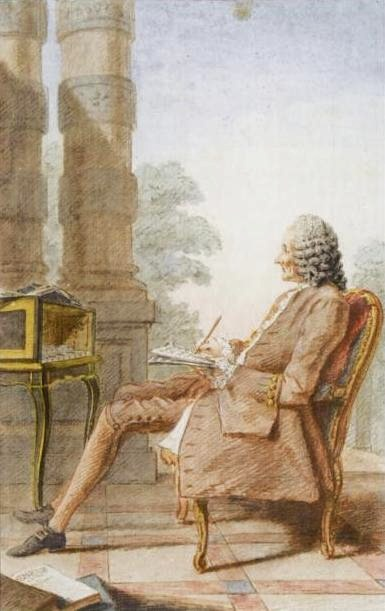
ジャン＝フィリップ・ラモー（1760年）

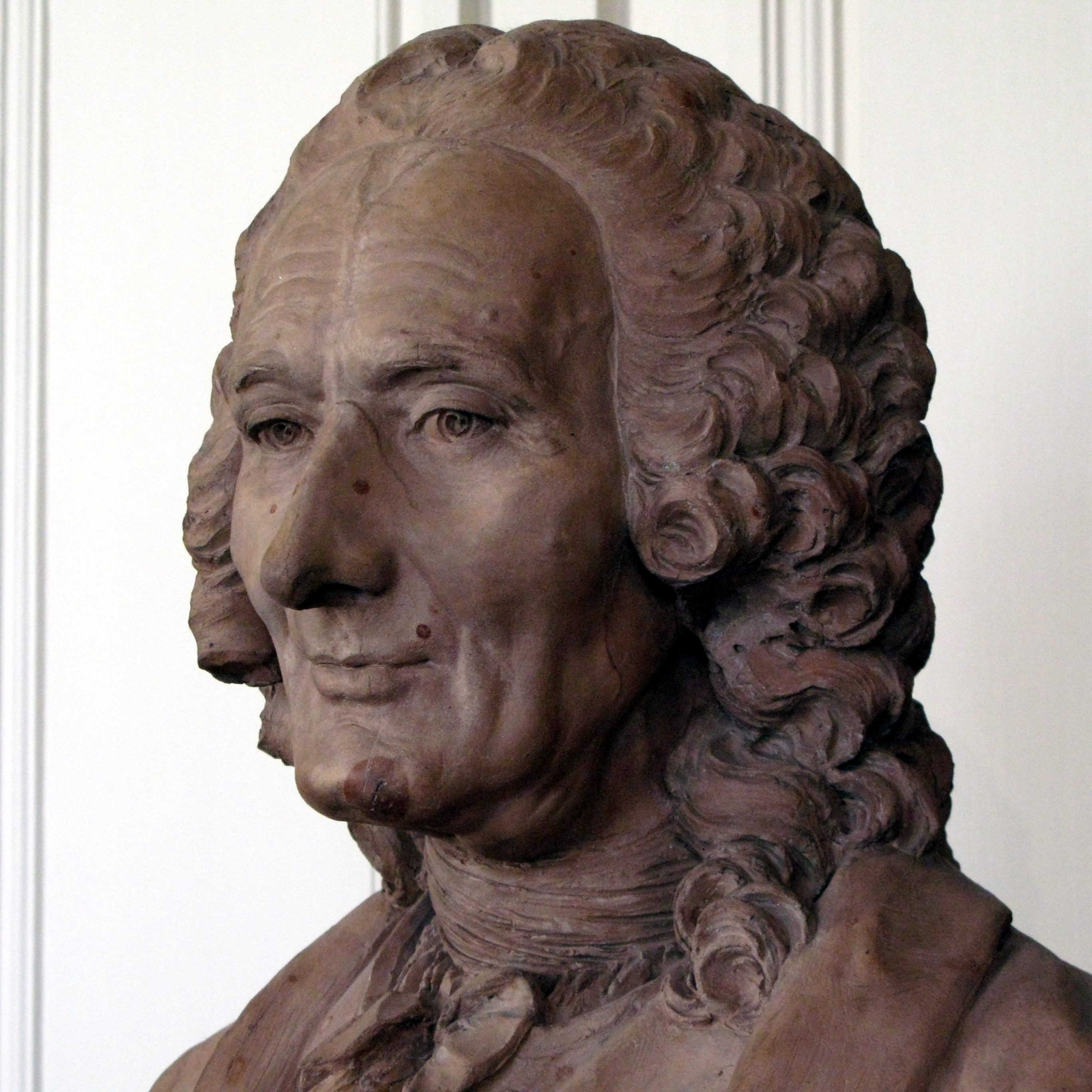
ラモー像（1760年）

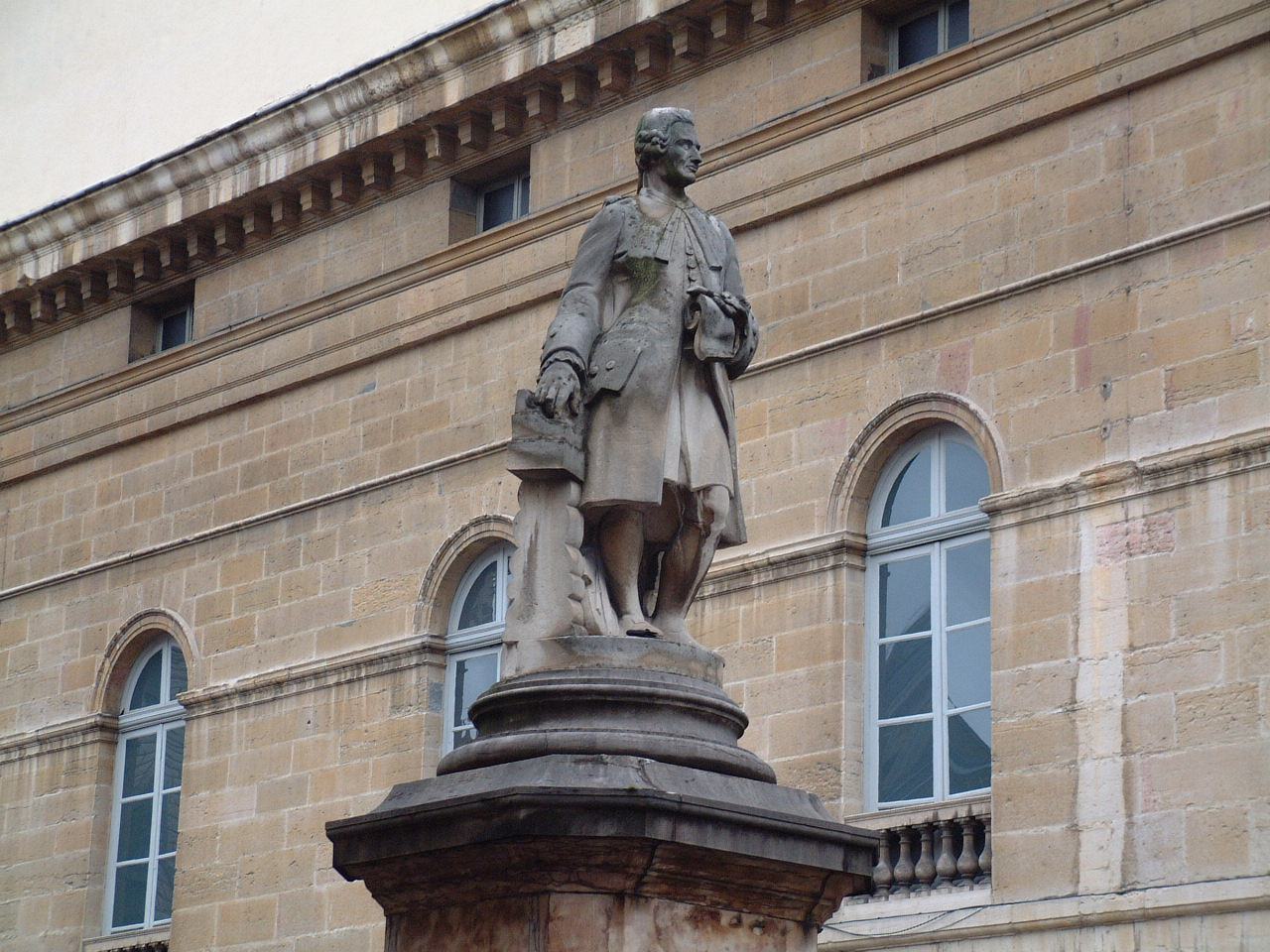
ディジョンのラモー像

ジャン＝フィリップ・ラモー（Jean-Philippe Rameau, 1683年9月25日 - 1764年9月12日）は、バロック時代のフランスの作曲家・音楽理論家。

## 生涯
父親がディジョン大聖堂のオルガニストだったので、幼児期からクラヴサン（チェンバロ）演奏に親しんでいた可能性がある。しかしながらもともとは法学を学んでおり、はじめ音楽と音楽研究は情熱の対象にすぎなかった。青年時代をイタリアやパリにすごした後、父親の足跡に続いてクレルモン大聖堂の教会オルガニストに就任した。その後パリ、ディジョン、リヨンなどでもオルガニストを務め、1723年よりパリに定住、財務官アレクサンドル・ド・ラ・ププリニエールの後援を得る。作曲の分野において名声を勝ち得るようになるのは、40代になってからだったが、1733年にクープランが他界するまでには、当時のフランス楽壇の指導的作曲家になっていたと言ってよい。その頃からラモーは専らオペラに没頭するようになる。
フランス語オペラの作曲家としてジャン＝バティスト・リュリに取って代わったが、ジャン＝ジャック・ルソーによって攻撃されることとなった。数々のオペラでヴォルテールと共作し、とりわけ《ナヴァールの姫君 La Princesse de Navarre》によってラモーは「フランス王室作曲家」の称号を獲得した。その弟の長男ジャン＝フランソワ・ラモーは、ドゥニ・ディドロの小説『ラモーの甥』のモデルになっている。
また、根音や転回形といった概念を用いて機能和声法と調性を体系的に理論化した最初の音楽理論家としても有名であり、ハーモニーという語を和音や和声の意味で用いる習慣は、ラモーにさかのぼる（『自然の諸原理に還元された和声論 (Traité de l'harmonie)』〔1722年〕、『音楽理論の新体系 (Nouveau système de musique théorique)』〔1726年〕）。

## 主要作品

### 器楽曲
- クラヴサン曲集第1巻 Premier Livre de Pièces de Clavecin （1706年）
組曲（第1番）イ短調 RCT 1
- クラヴサン曲集と運指法 Pièces de Clavecin avec une méthode（1724年）
組曲（第2番）ホ短調 RCT 2
組曲（第3番）ニ長調 RCT 3
メヌエット ハ長調 RCT 4
- 新クラヴサン組曲集 Nouvelles suites de pièces de clavecin（1727～28年）
組曲（第4番）イ短調 RCT 5
組曲（第5番）ト短調 RCT 6
- コンセール形式によるクラヴサン曲集 Les pièces de clavecin en concert（1741年、室内楽曲）
第1コンセール ハ短調 RCT 7
第2コンセール ト長調 RCT 8
第3コンセール イ長調 RCT 9
第4コンセール 変ロ長調 RCT 10
第5コンセール ニ短調 RCT 11
- 管弦楽組曲（オペラやバレエ音楽からの抜粋・編曲）

 Tambourin

### 宗教曲
- グラン・モテ《主こそ我らが避け所なり Deus noster refugium》RCT 13（1716年以前）
- グラン・モテ《主がシオンの繁栄を回復された時 In convertendo》RCT 14（1718年ごろ）
- グラン・モテ《汝の祭壇はいとも美しく Quam dilecta》RCT 15（1720年）
- グラン・モテ《叫びつかれて力は失せ Laboravi clamans》RCT 16（1722年）

### 室内カンタータ
- テティス Thétis RCT 28（1727年）
- 忠実な羊飼い Le berger fidèle RCT 24（1728年）

### 抒情悲劇（トラジェディ・リリック）
- イポリートとアリシー RCT 43 Hippolyte et Aricie（1734年）
- カストールとポリュックス（英語版） RCT 32 Castor et Pollux（1737年）
- ダルダニュス（英語版） RCT 35 Dardanus（1739年）
- ゾロアストル（英語版） RCT 62 Zoroastre（1756年）
- レ・ボレアード RCT 31 Les Boréades（1763年）

### オペラ＝バレ
- 優雅なインドの国々 RCT 44 Les Indes galantes（1735-36年）
- エベの祭典 RCT 41 Les fêtes d'Hébé, ou Les talents lyriques（1739年）
- ポリムニーの祭典 RCT 39 Les Fêtes de Polymnie（1745年）
- 栄光の殿堂（英語版） RCT 59 Le Temple de la Gloire（1745年、台本ヴォルテール）
- イマンとアムールの祭典（英語版） RCT 38 Les fêtes de l'Hymen et de l'Amour（1747年）
- アムールの驚き（英語版） RCT 58.3 Les Surprises de l'Amour（1748年）

### 英雄的牧歌劇（パストラル・エロイック）
- ザイス（英語版） RCT 60 Zaïs（1748年）
- ナイス（英語版） RCT 49 Naïs（1749年）
- アカントとセフィーズ（英語版） RCT 29 Acanthe et Céphise（1751年）
- ダフニスとエグレ（英語版） RCT 34 Daphnis et Églé（1753年）

### 抒情喜劇（コメディ・リリック）
- ナヴァールの姫君（英語版） RCT 54 La Princesse de Navarre（1744年、台本ヴォルテール）
- プラテー RCT 53 Platée（1745年）
- ラミールの祭典（英語版） RCT 40 Les Fêtes de Ramire（1745年）
- 遍歴の騎士 RCT 51 Les Paladins（1760年）

### アクト・ド・バレ
- ピグマリオン RCT 52 Pygmalion（1748年）
- 花飾り、または魔法の花 RCT 42 La Guirlande, ou Les fleurs enchantées（1751年）
- シュバリスの人々 RCT 57 Les Sybarites（1753年）
- オシリスの誕生、あるいはパミリーの祭典 RCT 48 La Naissance d'Osiris, ou la Fête Pamilie（1754年）
- アナクレオン RCT 30 Anacréon（1754年、台本カユザック）
- アナクレオン RCT 58 Anacréon（1757年、台本ベルナール、「アムールの驚き」に挿入（1754年のものとは別））
- ネレーとミルティス RCT 50 Nélée et Myrthis（不明）
- ゼフィール、あるいはディアナのニンフたち RCT 61 Zéphire (Les Nymphes de Diane)（不明）
- イオ RCT 45 Io（不明）